# Ким Джэ Ёп
Ким Джэ Ёп (кор. 김재엽; родился 17 мая 1963; Тэгу, Республика Корея) — южнокорейский дзюдоист, чемпион Олимпийских игр, чемпион мира, обладатель Кубка мира.

## Биография
Начал заниматься дзюдо в 1973 году, вскоре начал бороться на корейских соревнованиях между школьников. В 1981 году сумел одержать на них 100 побед, вошёл в юниорскую сборную страны. В 1983 году стал чемпионом мира среди юниоров.
Был выбран для участия Летних Олимпийских играх 1984 года в Лос-Анджелесе. В его категории боролись 27 дзюдоистов. Борец, победивший во всех схватках группы выходил в финал, где встречался с борцом из другой группы. Проигравшие финалистам, начиная с четвертьфинала, встречались в «утешительных» схватках, по результатам которых определялись бронзовые призёры. Молодой корейский борец, не без труда, но продвигался по турнирной таблице, победив в первой схватке зацепом голенью изнутри под одноимённую ногу, во второй только по предпочтению судей (ему отдали предпочтение два из трёх судей), в третьей провёл переднюю подножку на пятке в падении. В финале быстро и чисто удержанием проиграл Синдзи Хосокаве
| Круг  | Соперник        | Страна                    | Итог      | С оценкой               | Продолжительность |
| ----- | --------------- | ------------------------- | --------- | ----------------------- | ----------------- |
| 1/8   | Карлос Сотилло  | Испания                   | Победа    | юко (ко ути гакэ)       | 5:00              |
| 1/4   | Гуй Дельвин     | Франция                   | Победа    | юсей-гати               | 5:00              |
| 1/2   | Эдвард Лидди    | Соединённые Штаты Америки | Победа    | юко (тани отоси)        | 5:00              |
| Финал | Синдзи Хосокава | Япония                    | Поражение | иппон (ёко сихо гатамэ) | 1:09              |

Осенью того же года завоевал Кубок мира. В 1985 году был третьим на Кубке Мацутаро Сорики. В 1987 году был третьим на турнире в Париже, и в финале чемпионата мира взял реванш у Синдзи Хосокава, став чемпионом мира. В том же году занял второе место на турнире Sungkop Tournament в Сеуле.
Был выбран для участия Летних Олимпийских играх 1988 года в Сеуле. В его категории боролись 36 дзюдоистов. Ким Джэ Ёп снова непросто продвигался в финалу. Легко выиграв у неопытного суринамского борца в предварительной встрече, советского борца Амирана Тотикашвили смог одолеть лишь с минимальным преимуществом, бразильца вообще лишь по предпочтению судей. В полуфинале смог выиграть чисто, причём до чистой победы провёл по одному приёму, оцененному в кока, юко и вадза-ари. По всем прогнозам в финале Ким Джэ Ёп вновь должен был бороться с Синдзи Хосокава, но японский борец свой полуфинал необъяснимо проиграл по предпочтению судей. Финальная схватка с американцем Асано была очень закрытой и корейский борец победил лишь благодаря замечанию сидо, объявленному его оппоненту за пассивность.
| Круг  | Соперник           | Страна                                    | Итог   | С оценкой | Продолжительность |
| ----- | ------------------ | ----------------------------------------- | ------ | --------- | ----------------- |
| 1/32  | Мадхар Мохаммедшис | Суринам                                   | Победа | иппон     | 2:28              |
| 1/16  | Амиран Тотикашвили | Союз Советских Социалистических Республик | Победа | кока      | 5:00              |
| 1/8   | Сержио Пессоа      | Бразилия                                  | Победа | юсэй-гати | 5:00              |
| 1/4   | Хельмут Дитц       | Германская Демократическая Республика     | Победа | иппон     | 3:27              |
| 1/2   | Патрик Ру          | Франция                                   | Победа | кока      | 5:00              |
| Финал | Кевин Асано        | Соединённые Штаты Америки                 | Победа | сидо      | 5:00              |

После олимпиады в 1989 году занял третье место на US Open Colorado Spring, второе на турнире ASKO World Tournamens и оставил активное дзюдо. В 1992 году на олимпийских играх в Барселоне был тренером сборной Кореи. В 1996 году оставил дзюдо.
Получил степень бакалавра в университете Keimyung, затем окончил университет Kwangwoon. Занимался бизнесом, но его компания обанкротилась с задолженностью около 2 миллиардов вон. Ким Джэ Ёп был обвинён в мошенничестве, на этом фоне он потерял семью, работу и дом. Несколько лет был бездомным, даже пытался окончить жизнь самоубийством. Тем не менее, нашёл в себе силы вернуться к жизни и сейчас является профессором в техническом колледже Dong Seoul College